# Geissorhiza
Geissorhiza é um género botânico pertencente à família Iridaceae.